# Derby County Football Club 2019-2020
Questa voce raccoglie le informazioni riguardanti il Derby County Football Club nelle competizioni ufficiali della stagione 2019-2020.

## Maglie e sponsor
| Casa | Trasferta | Terza divisa |

Sponsor ufficiale: 32red
Fornitore tecnico: Umbro

## Rosa
Aggiornata al 27 agosto 2019.
| N. |                        | Ruolo | Calciatore        |
| -- | ---------------------- | ----- | ----------------- |
| 2  | Inghilterra (bandiera) | D     | Andre Wisdom      |
| 3  | Scozia (bandiera)      | D     | Craig Forsyth     |
| 4  | Scozia (bandiera)      | C     | Graeme Shinnie    |
| 5  | Polonia (bandiera)     | C     | Krystian Bielik   |
| 6  | Irlanda (bandiera)     | D     | Richard Keogh     |
| 7  | Inghilterra (bandiera) | A     | Jamie Paterson    |
| 8  | Inghilterra (bandiera) | C     | Kieran Dowell     |
| 9  | Inghilterra (bandiera) | A     | Martyn Waghorn    |
| 10 | Galles (bandiera)      | C     | Tom Lawrence      |
| 11 | Paesi Bassi (bandiera) | C     | Florian Jozefzoon |
| 12 | Inghilterra (bandiera) | P     | Ben Hamer         |
| 14 | Inghilterra (bandiera) | A     | Jack Marriott     |
| 16 | Inghilterra (bandiera) | D     | Matt Clarke       |
| 17 | Inghilterra (bandiera) | C     | George Evans      |

| N. |                        | Ruolo | Calciatore              |
| -- | ---------------------- | ----- | ----------------------- |
| 19 | Scozia (bandiera)      | A     | Chris Martin            |
| 20 | Inghilterra (bandiera) | A     | Mason Bennett           |
| 21 | Paesi Bassi (bandiera) | P     | Kelle Roos              |
| 23 | Stati Uniti (bandiera) | C     | Duane Holmes            |
| 25 | Inghilterra (bandiera) | D     | Max Lowe                |
| 30 | Scozia (bandiera)      | C     | Ikechi Anya             |
| 32 | Inghilterra (bandiera) | A     | Wayne Rooney (capitano) |
| 33 | Inghilterra (bandiera) | D     | Curtis Davies           |
| 35 | Inghilterra (bandiera) | P     | Jonathan Mitchell       |
| 37 | Inghilterra (bandiera) | D     | Jayden Bogle            |
| 38 | Irlanda (bandiera)     | C     | Jason Knight            |
| 44 | Inghilterra (bandiera) | C     | Tom Huddlestone         |
| 46 | Inghilterra (bandiera) | C     | Scott Malone            |
| 48 | Inghilterra (bandiera) | D     | Lee Buchanan            |